# Tabla de descompresión

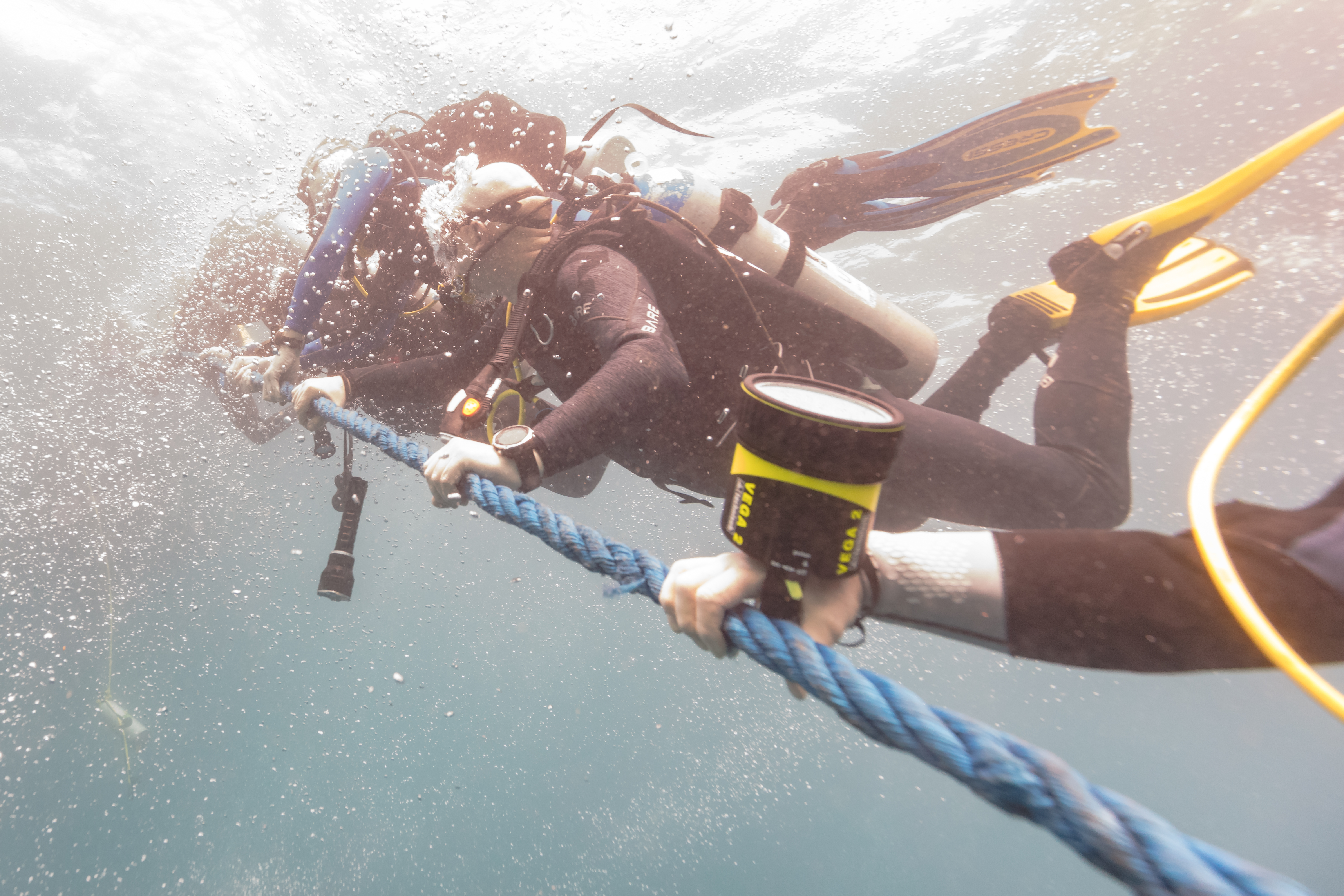
Buceadores realizando una parada de seguridad a 3 m con la ayuda de una soga.

La tabla de descompresión es una referencia que se utiliza en el buceo para determinar el tiempo que tiene que durar la parada de seguridad a aprox. 3 metros de profundidad para evitar una sobresaturación de nitrógeno en el cuerpo al salir a la superficie.

## Breve historia de las tablas de descompresión
La enfermedad de la descompresión se convirtió en un problema importante en la industria de la construcción de puentes y en la minería. Los obreros sufrían la enfermedad de Bends o enfermedad de la descompresión cuando ascendían rápidamente, después de estar trabajando mucho tiempo bajo la presión del agua.
Paul Bert, médico francés en el siglo XIX, recomendó la descompresión lenta como método para prevenir los síntomas de la Enfermedad de Caisson.
En 1906-1908 John Scott Haldane realizó experimentos con animales y llegó a la siguiente conclusión:
* Los síntomas comienzan a parecer cuando la diferencia con la presión atmosférica es la mitad, es decir, a partir de 2 atm (10 m)
* Estos síntomas consistían básicamente en problemas con las articulaciones de las extremidades inferiores.

## Teoría
El aire que se respira está formado por una mezcla de nitrógeno, oxígeno, dióxido de carbono, y otros componentes en muy pequeña cantidad.
Cuando se bucea el cuerpo comienza a absorber nitrógeno, el cual se disuelve en los tejidos siguiendo la Ley de Henry (a mayor presión mayor es la cantidad de moléculas de gas que se disuelven en el líquido). Al ascender, ese nitrógeno debe eliminarse de forma paulatina a través de la respiración. Para evitar la enfermedad descompresiva se debe ascender a una velocidad que no supere los 18 metros por minutos, siendo la velocidad recomendable de ascenso la de 9 metros por minuto; de esta forma se permite que el nitrógeno vuelva a su estado gaseoso para ser exhalado en el proceso respiratorio. El ascenso sin respetar estos parámetros provocará la formación de burbujas nocivas para el organismo.
Se concluyó, que si la relación de presiones era de 2:1, el gas se eliminaba sin generar burbujas nocivas. Haldane, consideró que la absorción y eliminación del nitrógeno era un proceso exponencial. El cuerpo humano se consideró formado por distintos tejidos con tiempos de saturación/eliminación diferentes.
De esta forma surgieron los modelos matemáticos utilizados para la confección de tablas.

## Definición de tiempos medios
Tiempo medio = es el tiempo que tarda un tejido en absorber o eliminar la mitad de la diferencia de presiones parciales.
El aire está compuesto por: Nitrógeno al 80% y Oxígeno al 20%. La presión parcial del N2 al nivel del mar es 0,8 x 1 atm = 0,8 atm.
La presión parcial a 30 metros de profundidad (4 atm) es: 4 x 0,8 am = 3,2 atm
La diferencia de presiones es: 3,2 atm - 0,8 atm = 2,4 atm
El tiempo medio es la cantidad de tiempo para llegar a: 0,8 atm + 1/2 (2,4 atm) = 2 atm
En la siguiente tabla observamos la presión parcial de nitrógeno para un tiempo medio de 20 min, desde 1 atm (superficie) a 4 atm (30 m)
| N.º tiempos medios | Duración Total (min) | % de Saturación N2 | pN2 en el tejido (atm) |
| ------------------ | -------------------- | ------------------ | ---------------------- |
| 0                  | 0                    | 0                  | 0,8                    |
| 1                  | 20                   | 50                 | 2,0                    |
| 2                  | 40                   | 75                 | 2,6                    |
| 3                  | 60                   | 87,5               | 2,9                    |
| 4                  | 80                   | 93,75              | 3,05                   |
| 5                  | 100                  | 96,875             | 3,125                  |
| 6                  | 120                  | 98,5               | 3,164                  |
| ∞                  | ∞                    | 100                | 3,20                   |

Se considera que a 5 atm el tejido está saturado, se tiene el 97% del valor final.
Presión parcial para un tiempo medido desde 4 atm a a 2 atm.
| N.º tiempos medios | Duración Total (min) | % de Saturación N2 | pN2 en el tejido (atm) |
| ------------------ | -------------------- | ------------------ | ---------------------- |
| 0                  | 0                    | 0                  | 3,2                    |
| 1                  | 20                   | 50                 | 2,4                    |
| 2                  | 40                   | 75                 | 2,0                    |
| 3                  | 60                   | 87,5               | 1,8                    |

## Variación de los tiempos medios entre tejidos
- Los tejidos adiposos son lentos en absorber/eliminar el N2.
- Los tejidos nerviosos, como las células grises del cerebro, son rápidos en la absorción/eliminación de N2.
- El corazón y los pulmones son los tejidos que más rápidos absorben y transfieren, casi instantáneamente, el N2.

## Supersaturación
Mientras el buceador asciende, los tejidos están sobresaturados con N2, que se elimina de los tejidos pasando por la sangre.
Cuando la diferencia de la presión parcial de N2 es el doble, no puede disolverse en la sangre, y por lo tanto, forma burbujas.
Si las burbujas son pequeñas (microburbujas), no producen enfermedad. Si aumentan su tamaño pueden bloquear vasos sanguíneos causando dolor y daño, al producirse un trombosis en un capilar.
Los tiempos máximos de cada tejido son los tiempos expresados en minutos dados por Spencer, denominado Valores M, los cuales no producen enfermedad.

## Evolución de las Tablas de descompresión
Las Tablas de Haldane fueron adoptadas primero por la Marina Británica.
En 1915, la U.S. Navy o marina de los Estados Unidos, adoptó las tablas de Haldane.
Posteriormente, en 1930, la U.S. Navy modificó las tablas con base en las experiencias obtenidas con marinos.
En 1980 las tablas se estandarizaron para el buceo recreacional.
La primera tabla de buceo confeccionada por Haldane tenía 5 tejidos medios. Hoy en día, los ordenadores de buceo tienen hasta 12 tejidos.

### Modificaciones realizadas
Se demostró que una relación de presión de descompresión era segura si se utilizaba 1,5:1 en lugar de 2:1.
Los límites de tiempo se           definieron a partir de los 10 m.
Ninguna tabla de buceo es un 100% segura.
Las tablas de la U.S. Navy son diseñadas con cierto     porcentaje de riesgo. Además, la marina dispone de cámaras hiperbáricas para tratar cualquier enfermedad descompresiva.
Las tablas de la   PADI o la FEDAS, son derivación de la U.S. Navy con márgenes de seguridad mayores.
La tasa de respiración y la capacidad corporal se     ven afectadas por: el estrés, temperatura, edad, peso y otros factores, que hacen que las tablas sean menos seguras.

## Uso y alternativas a las Tablas de descompresión
Las tablas utilizan un perfil cuadrado para la planificación del buceo.
Se utilizan los siguientes parámetros:
P = Profundidad
- TRF = Tiempo real en el fondo
- GP = Grupo de presión
- IS = Intervalo en superficie
- TNR = Tiempo de nitrógeno residual
- TTF = Tiempo total en el fondo.
- LDN = Límite de no descompresión, o máximo tiempo en fondo.
Para buceos simples, aquellos con intervalos en superficie mayores a las 6 horas, se puede usar el Límite máximo de No descompresión.
Actualmente existen alternativas a las tablas de descompresión tradicionales:
* Ordenadores de buceo: tienen la ventaja de monitorizar la inmersión a tiempo real, por lo que genera un plan de buceo instantáneo y, por tanto, aumenta el tiempo de fondo (en contra del perfil rectangular generado con las tablas).
* Tablas generadas por programas de ordenador que se ajustan al perfil de la inmersión y a la mezcla de gases utilizada.
* Descompresión en el momento (DOTF : D'eco On The Fly), es un método para determinar el perfil de descompresión necesario de una forma rápida y acertada, sin ayuda de ordenador o tablas. Se enseña en los cursos avanzados de buceo. También se le conoce como radio de descompresión porque utiliza un punto de descompresión obligado conocido, y lo relaciona con la profundidad específica y el tiempo de fondo. La obligación de descompresión cambia en incrementos fijos en relación al punto elegido, de acuerdo con los cambios en la profundidad o tiempos de fondo.